# Giẻ cùi bụng vàng

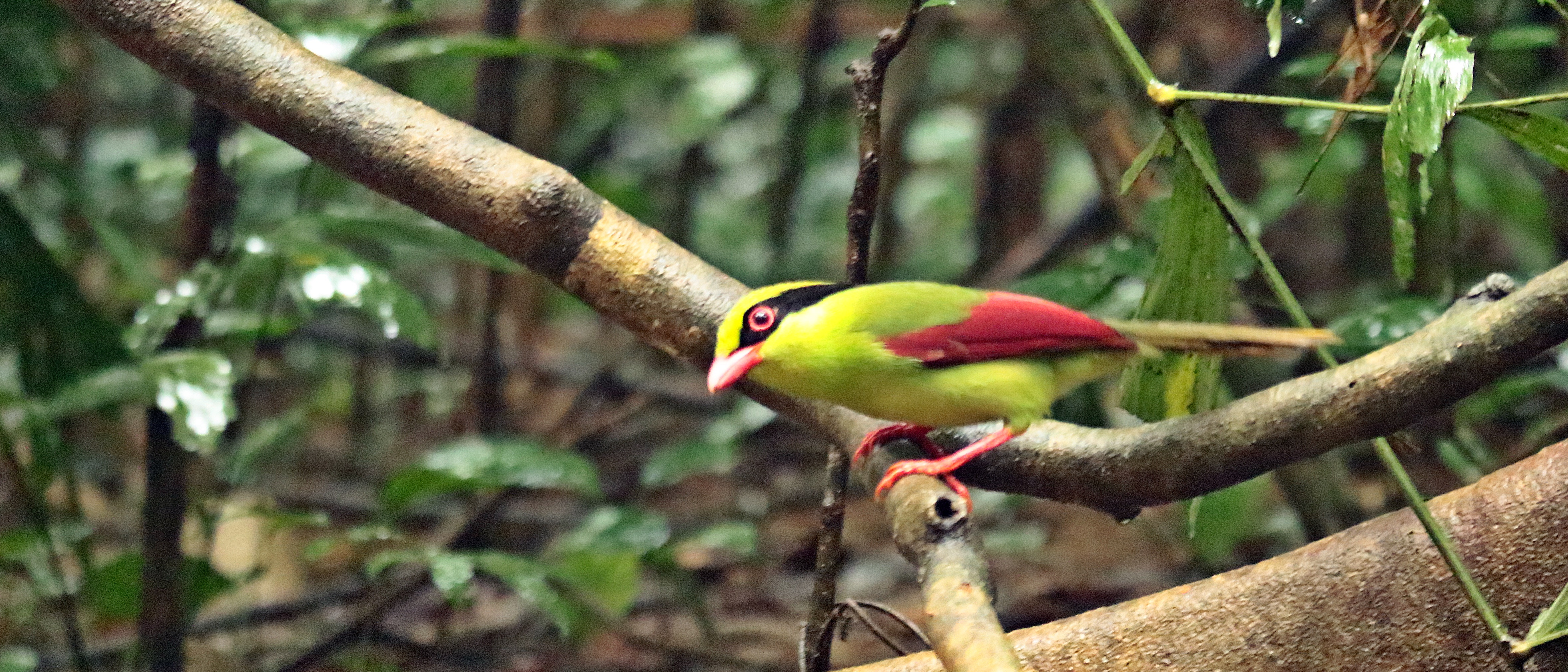
Giẻ cùi bụng vàng

Giẻ cùi xanh (danh pháp hai phần: Cissa hypoleuca) là một loài chim thuộc họ Quạ. Nó là loài bản địa Trung Hoa và Đông Nam Á.